# Château de Corcondray
Le château de Corcondray est un vestige de château fort du XIIe siècle situé à Corcondray dans le département du Doubs en Franche-Comté

## Historique
Construit au XIIIe siècle, l'histoire du château est étroitement liée à celle des sires et seigneurs de Montferrand (maison de Montferrand) du XIIIe au XVe siècle.
Il fait partie alors d'un ensemble de fortifications leur appartenant, comprenant celles de Montferrand-le-Château, Thoraise, Torpes, Fourg et Avanne.
Ainsi, Fromond de Montferrand, l'un des fils de Jean II de Montferrand, fut le fondateur de la branche de Montferrand dite de Corcondray dont il prit le nom.
En 1477, Le château est brûlé par les Français et en 1584 il est rapporté que les ruines sont aménagées en poulailler et chenil seigneuriaux.
La tour du château est inscrite au titre des monuments historiques depuis le 11 mars 1932 et est également un site inscrit depuis le 13 novembre 1942.

## Architecture
Du château, il reste une tour carrée de vingt mètres de hauteur (comportant un rez-de-chaussée et trois étages), avec un large porche percé dans la muraille crénelée. Aujourd'hui entièrement couverte de végétation, elle se détériore régulièrement.